# Ebrechtella tricuspidata
Espèce
Synonymes
- Aranea tricuspidata Fabricius, 1775
- Aranea viatica Fourcroy, 1785
- Aranea inaurata Olivier, 1789
- Aranea delicatula Walckenaer, 1802
- Aranea diana Walckenaer, 1802
- Thomisus hermanii Hahn, 1833
- Thomisus arcigerus Grube, 1861
- Diana delicata Simon, 1864
- Xysticus pavesii O. Pickard-Cambridge, 1873

Ebrechtella tricuspidata, la Thomise à trois taches, est une espèce d'araignées aranéomorphes de la famille des Thomisidae.

## Distribution
Cette espèce se rencontre en zone paléarctique.

## Description

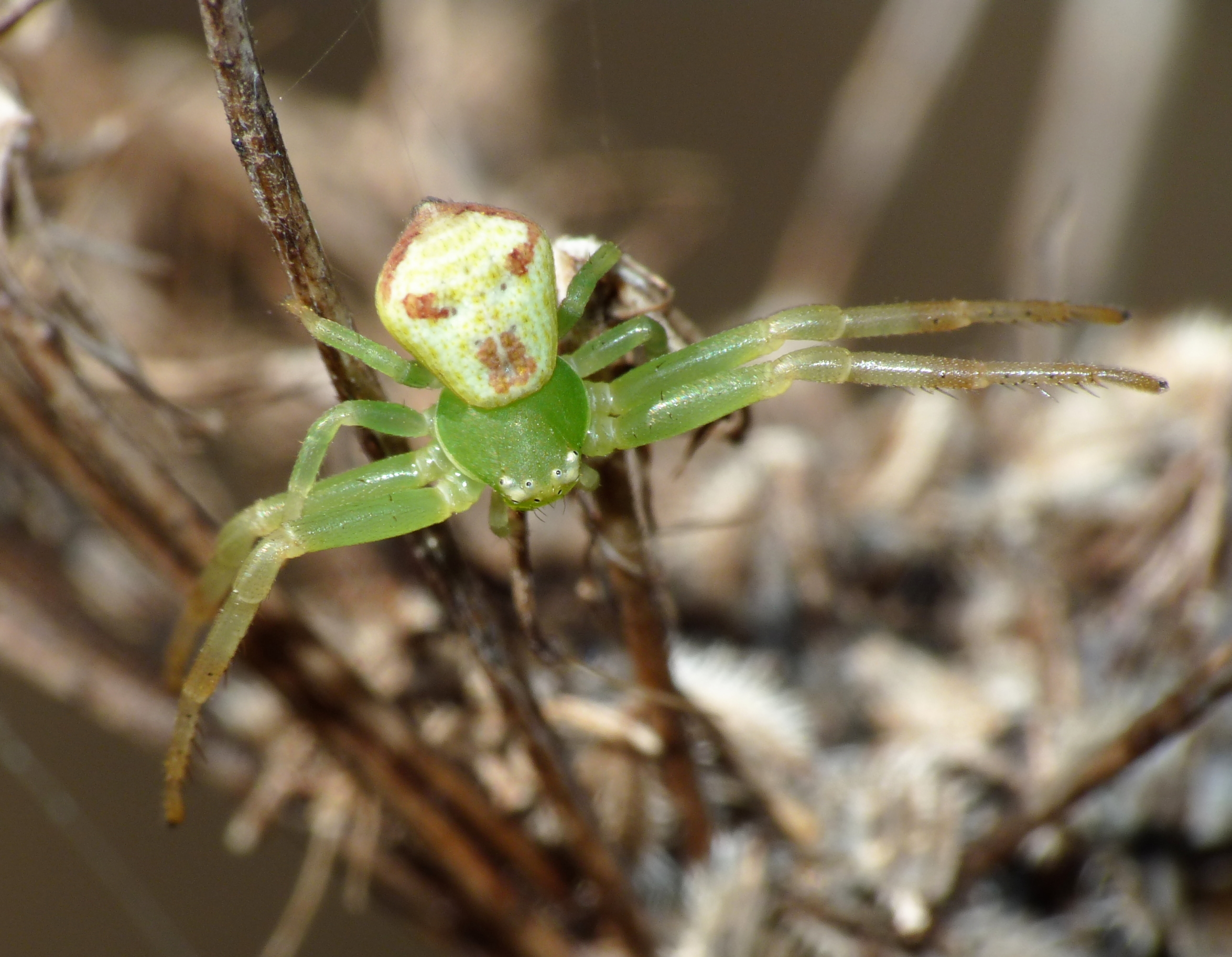
Ebrechtella tricuspidata ♀

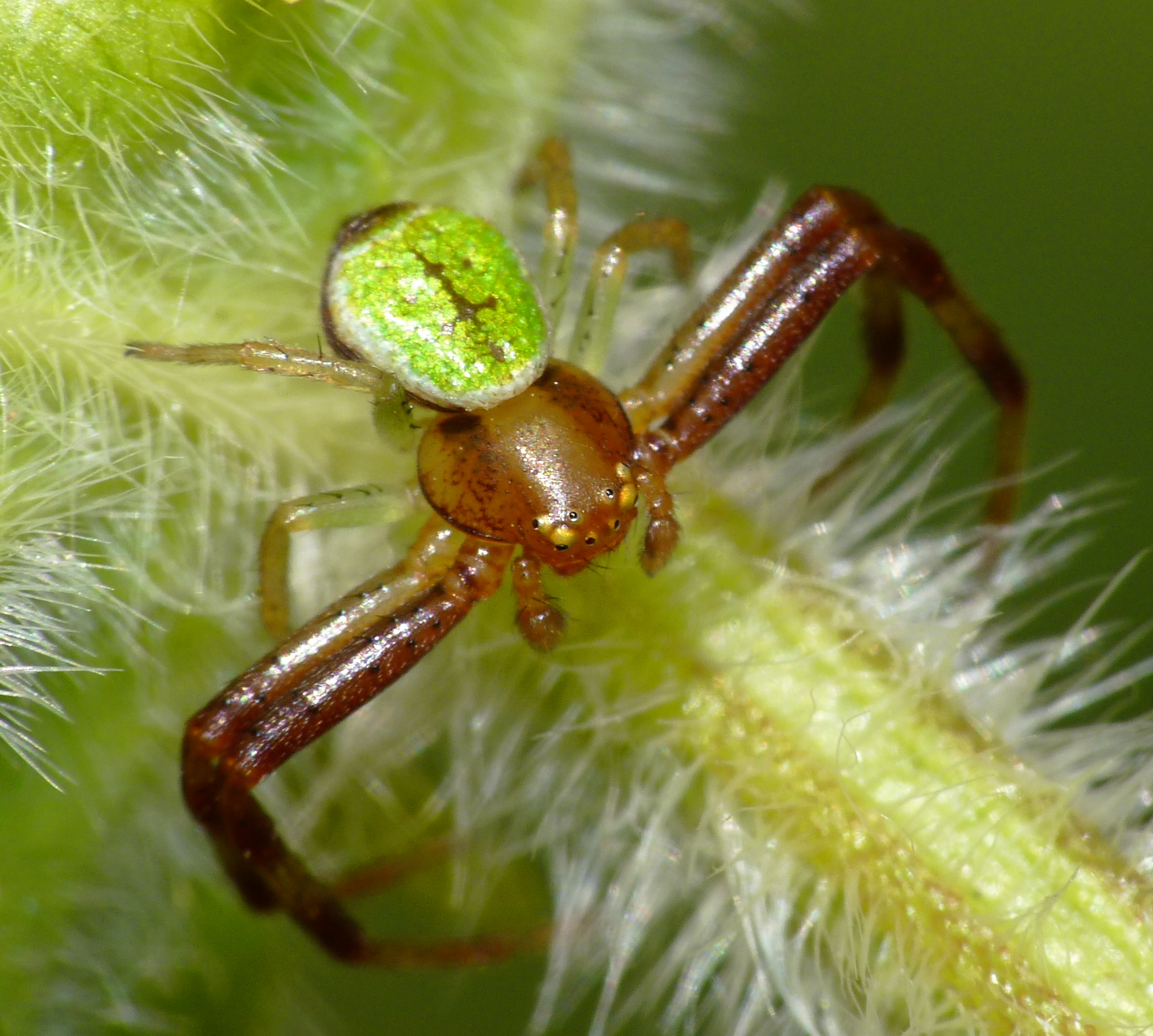
Ebrechtella tricuspidata ♂

Le mâle mesure 3 mm et la femelle 6 mm.

## Publication originale
- Fabricius, 1775 : Systema entomologiae, sistens insectorum classes, ordines, genera, species, adiectis, synonymis, locis descriptionibus observationibus. Flensburg and Lipsiae, p. 1-832.